# Arabe-Klasse
Die Arabe-Klasse war eine Klasse von zwölf Zerstörern der französischen Marine, die während des Ersten Weltkrieges zum Einsatz kamen und Nachbauten der japanischen Zerstörer der Kaba-Klasse. Da Frankreich während des Krieges nicht über genügend Werftkapazitäten verfügte und auch eine andere Beschaffung ausschied, wurden 1916 zwölf Boote in Japan bestellt. 1917 wurden sie von japanischen Besatzungen zum Suezkanal überführt, wo sie die französische Marine für den Einsatz im Mittelmeer übernahm.
 Zwischen 1933 und 1936 schieden die Boote aus dem Dienst der französischen Marine aus und wurden verschrottet.

## Baugeschichte
Beim Ausbruch des Ersten Weltkriegs verfügte die französische Marine  als neueste Zerstörer über sechs Boote der Bisson-Klasse (756/855 t, 1913/14). Bei Kriegsbeginn beschlagnahmte man die vier für Argentinien fast fertiggestellten Zerstörer der Aventurier-Klasse (930/1250 t), die sich als ausgesprochen unbefriedigend erwiesen.
Im Bau befanden sich drei Boote der Enseigne Roux-Klasse (850/1075 t), von denen zwei 1916 fertiggestellt wurden. Der Mangel an größeren Zerstörern führte zur Beschlagnahme der griechischen Boote für die französische Marine und am 12. November 1916 zum Abschluss eines Vertrages mit Japan über die Lieferung von zwölf Nachbauten der Kaba-Klasse nach Port Said. Von dem im japanischen Marine-Notprogramm von 1914 bestellten Typ, waren 1915 zehn Boote von acht Werften an die Kaiserlich Japanische Marine geliefert worden.   
Die zwölf Boote für Frankreich wurde von sechs an der ersten Serie beteiligten Werften gebaut, die je zwei Boote fertigstellten. Die vier Marinewerften hatten je eins der japanischen Boote gebaut, die beiden beteiligten Privatwerften waren die einzigen, die auch zwei Boote für die japanische Marine gebaut hatten.
Die französischen Boote unterschieden sich kaum von den japanischen Vorläufern. Ihr Ölvorrat war etwas geringer und das vorletzte 8 cm (tatsächlich 7,6 cm)-Geschütz war bei den französischen Booten in der Ausführung als Flugabwehrgeschütz installiert.
Baubeginn der neuen Serie war Januar bis März 1917, ab Mai bis zum 5. August waren alle Boote vom Stapel gelaufen und bis Oktober 1917 alle fertiggestellt.
Am 1. August wurde in Sasebo der erste Konvoy von 5 Booten zur Überführung nach Port Said zusammengestellt. Die Algérien, Annamite, Arabe, Hova und Tonkinois bildeten die erste Gruppe, die am 15. September 1917 in Port Said eintraf.

## Einsatzgeschichte
Nach Eintreffen der ersten fünf Boote am 15. September 1917 in Port Said hatte die französische Marine bis zum Jahresende alle zwölf Boote übernommen und im Mittelmeer zum Einsatz gebracht. Acht der japanischen Schwesterboote versahen bereits seit Mai 1917 von Malta Geleitdienst zwischen Südfrankreich und den Kriegsschauplätzen am Mittelmeer.
Im Juni 1918 sicherten Kabyle,Sakalave und Sénégalais U-Boote auf dem Marsch nach Mudros. Am 1. Juli 1918 dienten in der 3ème escadrille de contre-torpilleurs in Korfu die Algérien als Flottillenführer,  die Arabe, Hova, Marocain, Tonkinois, sowie die Cavalier und Janissaire der Chasseur-Klasse (450/510 t).
Bei der 11ème escadrille de contre-torpilleurs in Tarent wurden die übrigen Boote der Arabe-Klasse mit Touareg als Flottillenführer sowie der Annamite, Bambara, Kabyle, Sakalave, Sénégalais und Somali eingesetzt.
1919 verlegten alle zwölf Boote zur „Escadre du Nord“. Die andauernden Konflikte führten zur Rückverlegung einiger Boote ins Mittelmeer. Im Juni wurde die Bambara mit dem Panzerkreuzer Ernest Renan und dem Kanonenboot Décidée zur Verteidigung von Syrien eingesetzt. Im November 1920 gehörten die Algérien, Sénégalais und Sakalave neben dem Schlachtschiff Provence, dem Panzerkreuzer Waldeck-Rousseau und etlichen Kanonenbooten zu den französischen Einheiten, die den Abzug der Wrangel-Armee von der Krim über Konstantinopel bis nach Bizerta begleiteten. Die Marocain begleitet im Dezember das  Werkstattschiff Kronstadt (später Vulcain) der Wrangel-Flotte von Konstantinopel nach Bizerta.
Ab 1924 wurden während des Riff-Krieges Arabe und Sakalave bei Ceuta eingesetzt. Am 25. Oktober 1925 lief die Arabe bei Cap des Trois Fourches an der marokkanischen Küste auf, konnte allerdings schnell wieder abgebracht werden. Am 18. Januar 1930 kollidierte die Arabe nahe Cherbourg mit dem Aviso Ailette und wurde schwer beschädigt. Sie erreichte den Hafen und war nach drei Monaten Reparatur wieder einsatzbereit.

## Endschicksal
1933 wurden die Bambara und Annamite als erste Boote aus der Flottenliste gestrichen. 1935 und 1936 erfolgte dies auch bei den anderen Booten, die dann in Brest oder Lorient bis 1938 verschrottet wurden.

## Einheiten
| Kennung | Name       | Bauwerft             | Kiellegung   | Stapellauf     | Indienststellung | Verbleib                   |
| ------- | ---------- | -------------------- | ------------ | -------------- | ---------------- | -------------------------- |
| AB      | Arabe      | Marinewerft Kure     | Januar 1917  | Mai 1917       | August 1917      | gestrichen 16. Juni 1936   |
| AG      | Algérien   | Marinewerft Yokosuka | Januar 1917  | Mai 1917       | August 1917      | gestrichen 1936            |
| HV      | Hova       | Marinewerft Sasebo   | Januar 1917  | Mai 1917       | August 1917      | gestrichen 14. Juni 1936   |
| MR      | Marocain   | Marinewerft Maizuru  | Januar 1917  | Mai 1917       | September 1917   | gestrichen 24. Juli 1935   |
| KB      | Kabyle     | Marinewerft Sasebo   | Januar 1917  | Mai 1917       | Oktober 1917     | gestrichen 14. Juni 1936   |
| AN      | Annamite   | Marinewerft Yokosuka | Januar 1917  | Juli 1917      | September 1917   | gestrichen 17. August 1933 |
| BM      | Bambara    | Marinewerft Kure     | Januar 1917  | Juli 1917      | September 1917   | gestrichen 17. August 1933 |
| TK      | Tonkinois  | Mitsubishi, Nagasaki | Februar 1917 | 9. Juni 1917   | Juli 1917        | gestrichen 14. Juni 1936   |
| TO      | Touareg    | Mitsubishi, Nagasaki | Februar 1917 | 5. August 1917 | September 1917   | gestrichen 24. Mai 1935    |
| SV      | Sakalave   | Marinewerft Maizuru  | März 1917    | Juli 1917      | Oktober 1917     | gestrichen 14. Juni 1936   |
| SL      | Sénégalais | Kawasaki, Kōbe       | März 1917    | Mai 1917       | September 1917   | gestrichen 14. Juni 1936   |
| SM      | Somali     | Kawasaki, Kōbe       | März 1917    | Juli 1917      | Oktober 1917     | gestrichen 24. Juli 1935   |